# 로자 델 메르카토 누오보

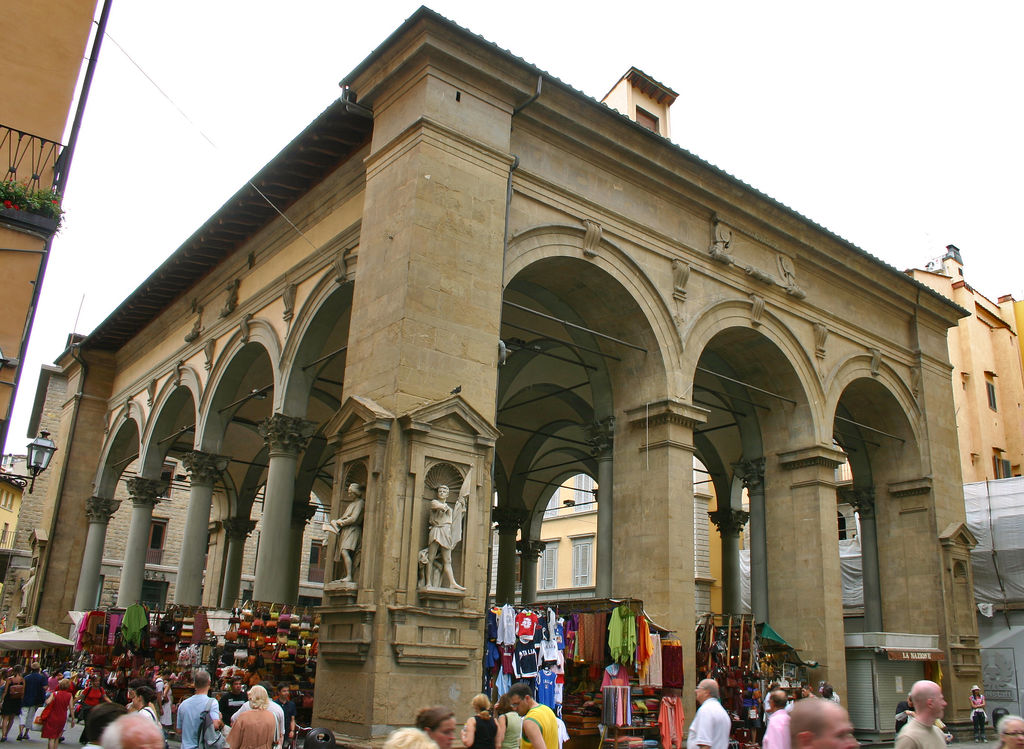
'로자 델 메르카토 누오보'

로자 델 메르카토 누오보 (Loggia del Mercato Nuovo), 대중적으로는 로자 델 포르첼리노 (Loggia del Porcellino)는 이탈리아 피렌체에 있는 건축물이다. 오늘날 레푸블리카 광장 구역에 위치했던 '메르카토 베키오'(Mercato vecchio, 옛 시장)와 구분하기 위해 메르카토 누오보 (신 시장)이라고 불린다.

## 역사

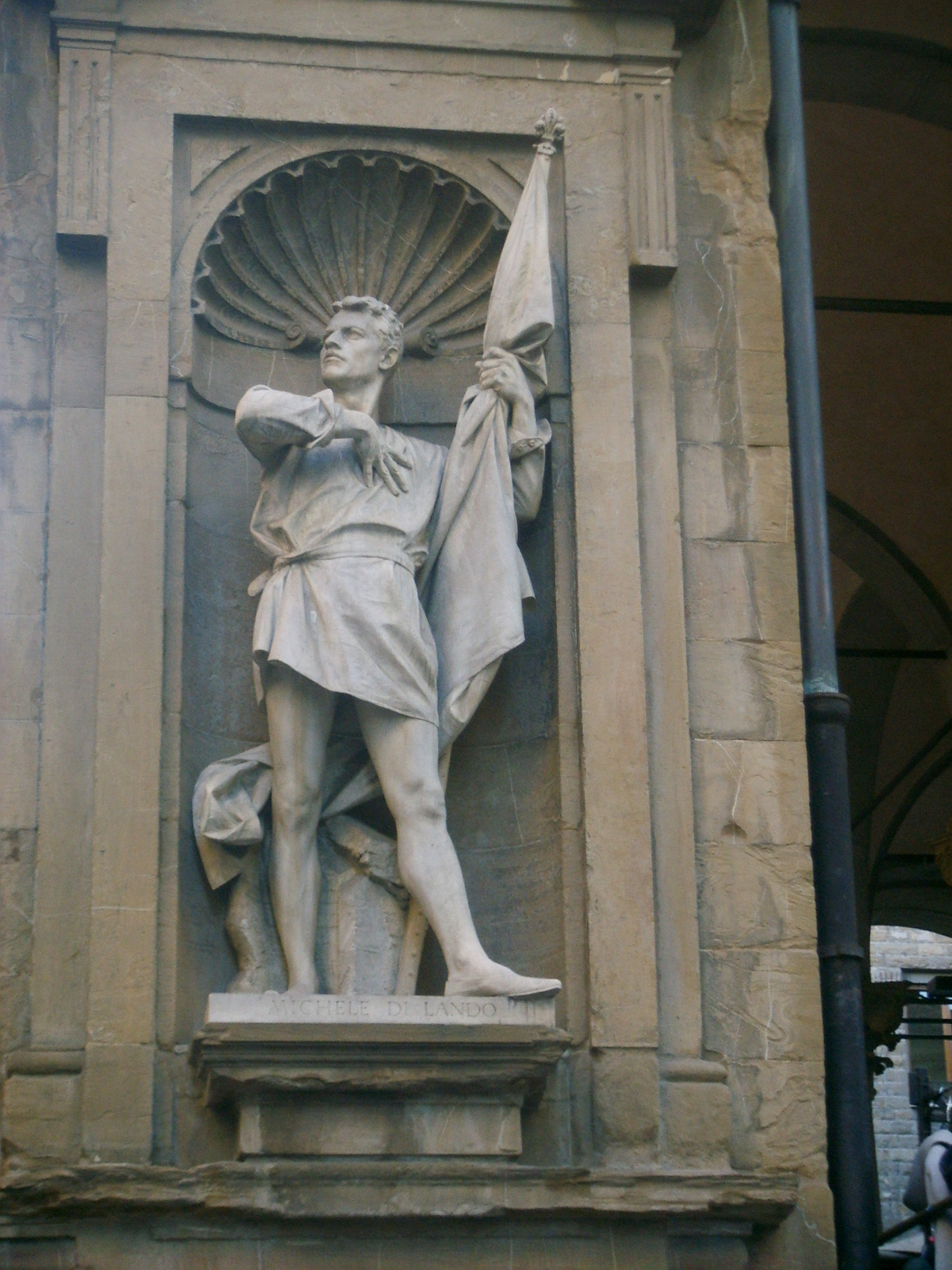
로자 델 메르카토 누오보의 미켈레 디 란도 조각상

이곳의 로자는 16세기 중엽 베키오 다리에서 겨우 몇 발자국 거리에 있는, 피렌체 도심 한가운데에 지어졌다. 본래는 비단과 사치품, 그 이후에는 명물인 밀집 모자 판매를 목적으로 지어진 것이나, 오늘날에는 주로 가죽 제품과 기념품이 판매되고 있다.
모서리 부분 틈새에 피렌체 유명 인사들의 조각상들이 배치될 예정이었으나, 이파치오 안토니오 보르토네의 미켈레 디 란도, 가에타노 트렌타노베의 조반니 빌라니, 에밀리오 만치니의 베르나르도 첸니니 등 19세기 말까지 조각상 세 개만이 설치되었다.
이곳 로마의 주요 볼거리는 '폰타나 델 포르첼리노'(Fontana del Porcellino', 새끼 돼지의 분수)이며, 본래 헬레니즘 시대 만들어진 대리석상을 16세기에 피에트로 타카가 동상으로 복제한 멧돼지 동상이 위치했다. 2008년에 피에트로 타카의 청동상은 1998년에 페르디난도 마리넬리 예술 파운드리가 제작한 현대의 복제본으로 대체되었다. '포르첼리노'의 원본 대리석 조각상은 바르디니 박물관에서 볼 수 있다. 청동상의 코 부분을 문지르면 행운이 깃든다고 하는 이야기가 있어서, 오랜 시간이 흘러, 청동상의 코 부분은 다른 지점보다 맨들하고 빛이 나게 되었다. 방문객들은 코를 문지른 다음 멧돼지의 입에 동전을 놓는데, 그 동전이 물이 흘러 들어가는 격자를 통해 굴러가면 소원이 이뤄진다는 전승이 있다. 이 격자에는 그래서 많은 동전이 떨어지게 되는데, 이 동전들은 시 당국이 회수해 간다.

## 피에트라 델로 스칸달로
이곳의 또 다른 볼거리는 로자 가운데에 이색(二色) 대리석으로 표시된 원형 지점 이른바 '피에트라 델로 스칸달로'(pietra dello scandalo, "수치의 돌")이며, 이 지점은 판매 가판대가 없을 때만 볼 수 있다. 이 디자인은 피렌 피렌체 공화국의 상징인 카로초의 바퀴 중 하나를 재현해낸 것이며, 이 지점에 피렌체의 깃발이 매일 걸렸다. 카로초는 이 지점에 설치되었고 피렌체 군대는 매 전투가 벌어지기 전 이곳에서 사열했었다.
이 지점은 후에 또 다른 목적으로 쓰였는데, 바로 여기서 이곳의 또 다른 이름인 '피에트라 델라쿨라타'(pietra dell'acculata, '태형의 돌')가 붙여졌다. 르네상스 시기, 파산한 채무자들에 대한 처벌로 이곳에 설치된 막대에 사슬로 묶인 다음 맨살의 엉덩이를 반복해서 매질을 당했다.

## 그 외 사진

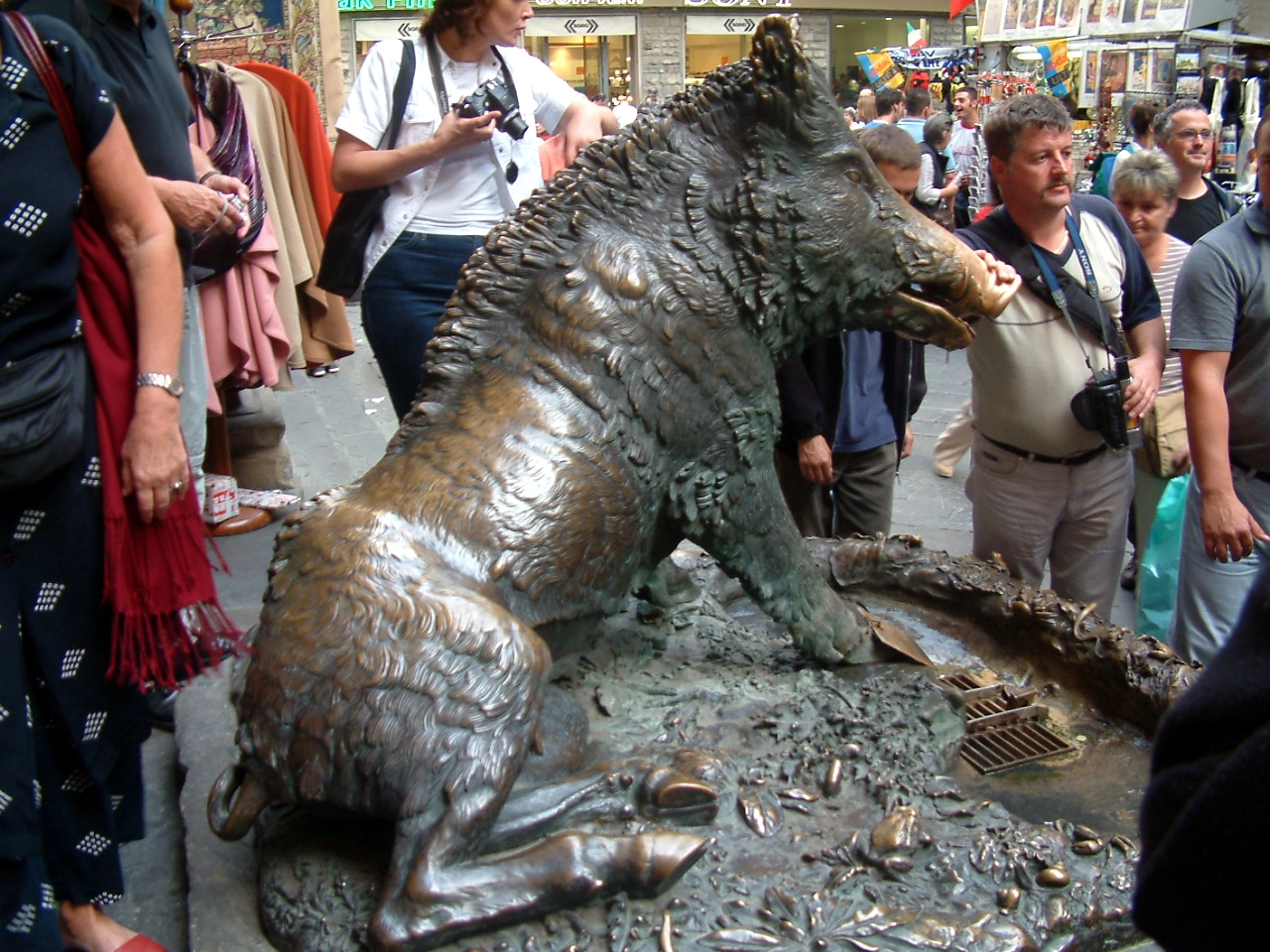
'포르첼리노' 동상
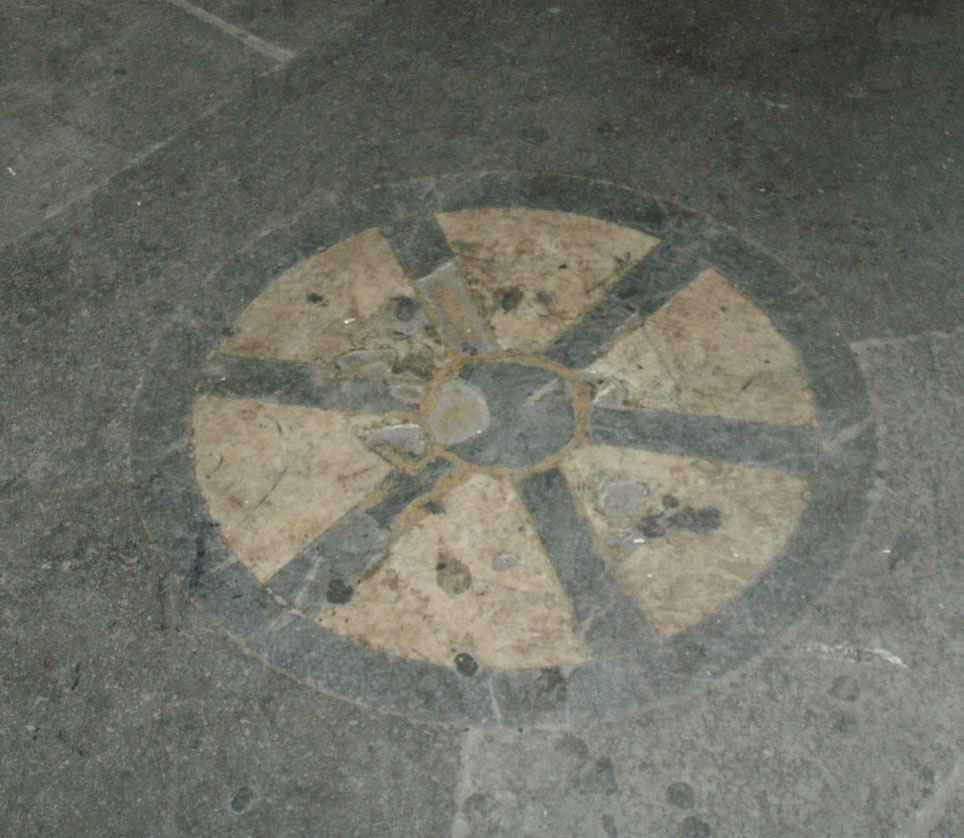
'피에트라 델로 스칸달로'.
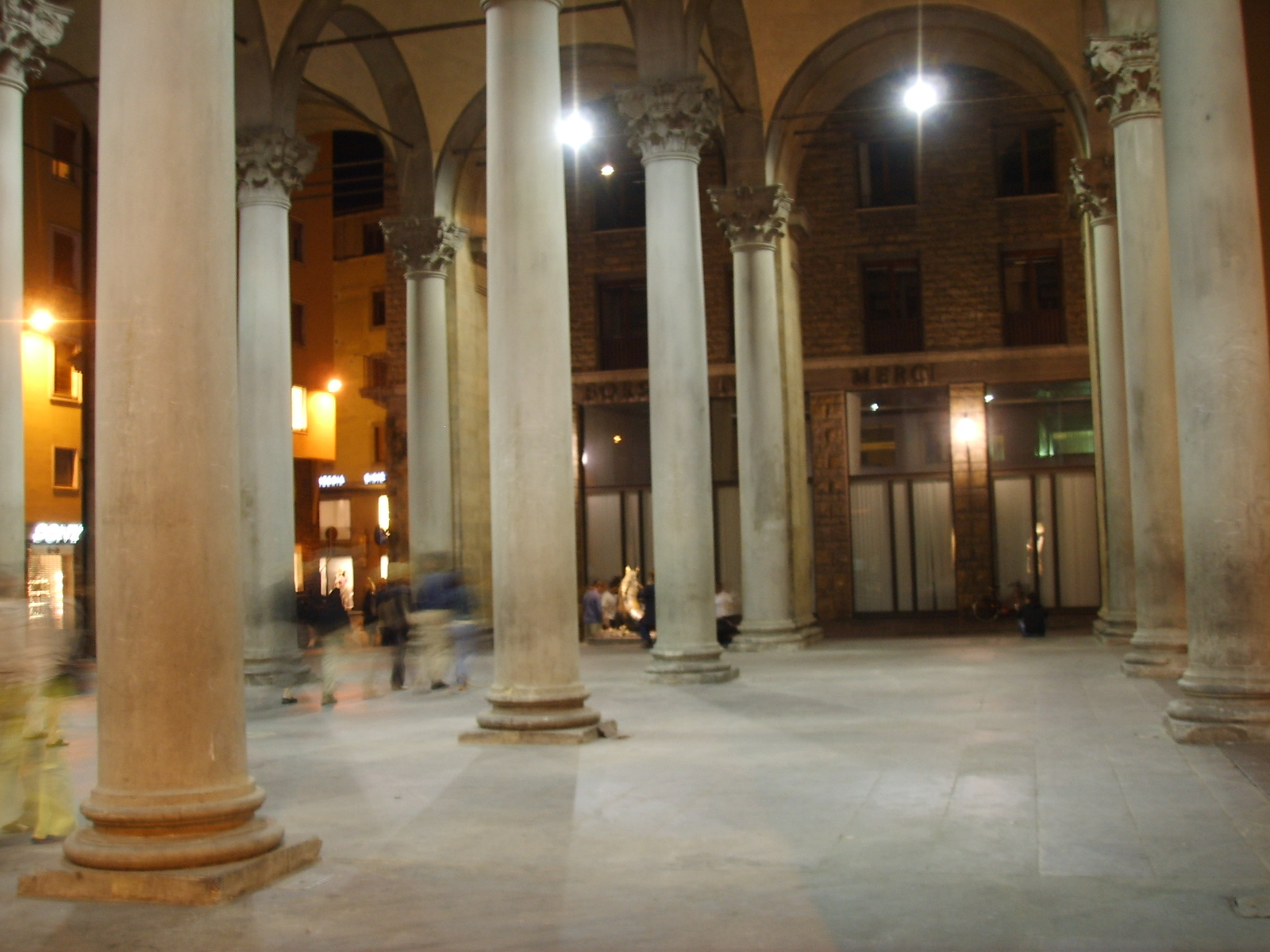
가판대가 없는 밤의 모습.

## 같이 보기
- 아케이드 (건축)